# مايكي ماديسون
مايكي ماديسون (مواليد 25 مارس 1999) (بالإنجليزية: Mikey Madison)‏ ممثلة أمريكية. بدأت حياتها المهنية بالتمثيل في الأفلام القصيرة وتلقت تقديرًا لدورها كمراهقة متجهمة في المسلسل الكوميدي أشياء أفضل على قناة إف إكس. ثم لعبت ماديسون دور سوزان أتكينز في فيلم الكوميديا الدرامي التاريخي للمخرج كوينتن تارانتينو حدث ذات مرة في هوليوود عام 2019. وشخصية أمبر فريمان في فيلم الرعب صرخة عام 2022. نالت الثناء على لعبها الشخصية الرئيسية في فيلم الكوميديا الدرامي الرومانسي أنورا عام 2024 للمخرج شون بيكر، وحصلت على ترشيح لجائزة غولدن غلوب.

## الحياة الشخصية
ولدت ميكايلا ماديسون روزبرغ في 25 أذار/مارس 1999 في لوس أنجلوس، كاليفورنيا، ونشأت في وادي سان فيرناندو. كلا والديها متخصصان في علم النفس، ولديها شقيقان (أحدهما توأمها) وأختان. وهي من أصل يهودي.
تدربت ماديسون في البداية كراكبة خيل تنافسية قبل أن تنتقل إلى التمثيل في سن الرابعة عشرة. تم تعليمها في المنزل بعد الصف السابع.
اعتبارًا من تشرين الأول/أكتوبر 2024، تعيش ماديسون في لوس أنجلوس. ولديها قطة اسمها بسكويت وكلب اسمه جام.

## الأعمال

### أفلام
| السنة | الفيلم                 | الدور              |
| ----- | ---------------------- | ------------------ |
| 2019  | حدث ذات مرة في هوليوود | سوزان اتكينز       |
| 2019  | عائلة آدامز            | كاندي الباريستا    |
| 2022  | صرخة                   | أمبر فريمان        |
| 2024  | أنورا                  | أنورا "آني" ميخيفا |

### مسلسلات
- أشياء أفضل (2016–2022)

## الجوائز والترشيحات
| قائمة الجوائز والترشيحات | قائمة الجوائز والترشيحات            | قائمة الجوائز والترشيحات | قائمة الجوائز والترشيحات | قائمة الجوائز والترشيحات | قائمة الجوائز والترشيحات |
| السنة                    | المهرجان                            | الجائزة                  | الفيلم                   | النتجة                   | مرجع                     |
| ------------------------ | ----------------------------------- | ------------------------ | ------------------------ | ------------------------ | ------------------------ |
| 2025                     | جوائز الأكاديمية البريطانية للأفلام | أفضل ممثلة               | أنورا                    | فوز                      | [ 11 ]                   |